# Diplocheila obtusa
Diplocheila obtusa är en skalbaggsart som beskrevs av Leconte. Diplocheila obtusa ingår i släktet Diplocheila och familjen jordlöpare. Inga underarter finns listade i Catalogue of Life.